# スポーツスタジアムテイーネ
スポーツスタジアムテイーネ（Sports Stadium Tei-ne）は北海道札幌市手稲区手稲本町にあった、全天候型屋内競技場。愛称は、スポスタ・スポスタ手稲。

## 所在地
- 北海道札幌市手稲区手稲本町2条5丁目3-1

## 概要
- 可能競技:ミニサッカー・バドミントン・ミニバレーボールなど
- ピッチサイズ:25m×12.5m
- ピッチ壁面（高さ）:1.15m
- ゴールサイズ（幅×高さ）:3m×2m
- 設備:駐車場（650台）・サポータースタンド（1階席・2階席）・ロッカールーム・シャワールーム（2室）・キッズコーナー

## 沿革
開業以前、ピープルのプールとして利用されていた。
- 2005年（平成17年）9月1日 - 開場。
- 2009年（平成21年）8月30日 - 閉場。

## 周辺
- スポーツクラブジョイフィット手稲（併設）
- 卸売スーパー手稲店（併設）
- TSUTAYA手稲5号線店（併設）
- 札幌市手稲消防署
- サッポロスターライトドーム

## 交通機関

### 鉄道
- JR北海道函館本線手稲駅から徒歩8分。

### 路線バス
- ジェイ・アール北海道バス札樽線「手稲駅通」停留所から徒歩3分。

### 自家用車
- 札樽自動車道手稲インターチェンジから3分。

※駐車場有（無料）